# Regno di Boemia
Il Regno di Boemia (in ceco České království; in tedesco Königreich Böhmen; in latino Regnum Bohemiae) fu uno Stato collocato nella regione della Boemia, in Europa centrale, attualmente parte della Repubblica Ceca.
Il Re di Boemia fu, per la maggior parte della storia del regno, anche un principe-elettore del Sacro Romano Impero dal 1356 sino alla dissoluzione di quest'ultimo nel 1806, e molti re di Boemia furono anche imperatori essi stessi. La capitale, Praga, era il centro del Sacro Romano Impero sul finire del XIV secolo, e nuovamente acquisì vigore tra il finire del XVI secolo e l'inizio del XVII secolo. 
Dal 1526, il regno venne continuativamente governato dalla casa d'Asburgo prima e dagli Asburgo-Lorena poi. Dopo la dissoluzione del Sacro Romano Impero essa divenne parte dell'Impero austriaco come dominio diretto e dal 1867 entrò ufficialmente a far parte dell'Impero austro-ungarico.
Avendo il rango di regno ma con sovrano diverso dall'imperatore, caso unico nel Sacro Romano Impero, a differenza dei regni d'Italia e Germania, la Boemia non doveva condividere con nessuno la sua sovranità, non entrando quindi in nessun circolo imperiale, e non costituiva un feudo, non essendo qui soggetta a retrocessione all’imperatore in caso di estinzione dinastica. Come corollario, quindi, di converso tutti i suoi feudi erano mediati attraverso ad essa, e non avevano quindi rappresentanza nelle diete imperiali. Negli ultimi anni di esistenza dell'Impero austro-ungarico, la Boemia era la terra più avanzata ed economicamente prospera dei domini imperiali. 
La lingua ceca (definita ufficialmente boemo sino al XIX secolo) era la lingua ufficiale parlata e utilizzata dal governo a partire dal 1627 (allorché il tedesco venne ufficialmente equiparato al ceco come lingua; difatti quest'ultima riuscì a prevalere nell'uso corrente), sebbene il tedesco fosse largamente utilizzato per l'amministrazione e per diverse aree abitate in prevalenza da germanofoni.
La corte reale utilizzava il ceco, il latino ed il tedesco come lingue ufficiali, a seconda del periodo storico. A seguito della sconfitta delle Potenze Centrali nella prima guerra mondiale, l'impero austro-ungarico si dissolse e la Boemia divenne parte della neonata Repubblica Cecoslovacca.

## Storia

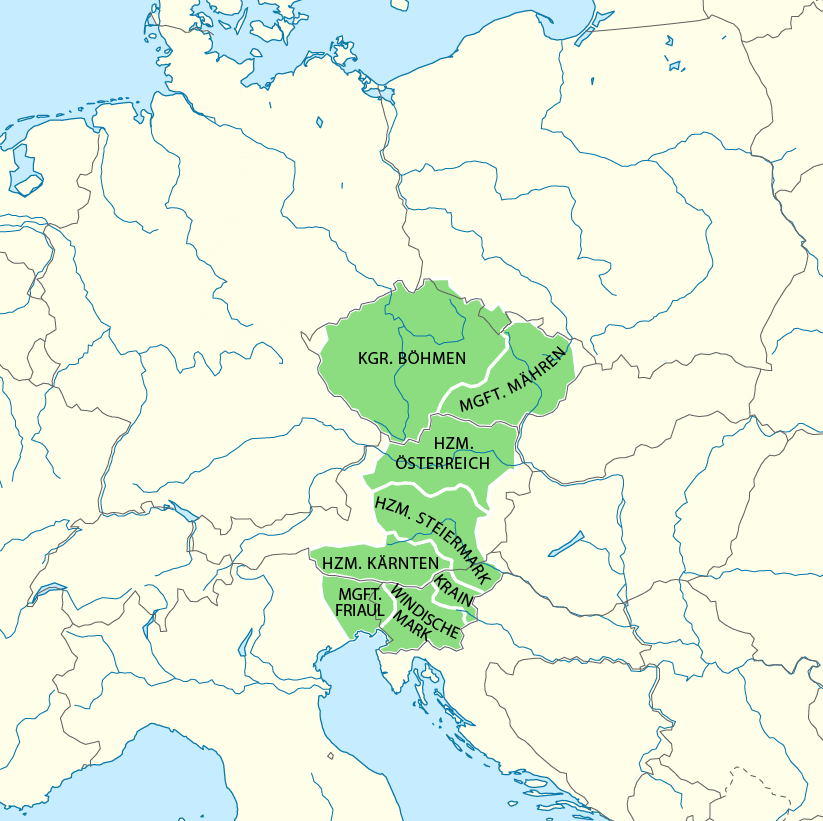
Il regno di Boemia sotto Ottocaro nel 1273

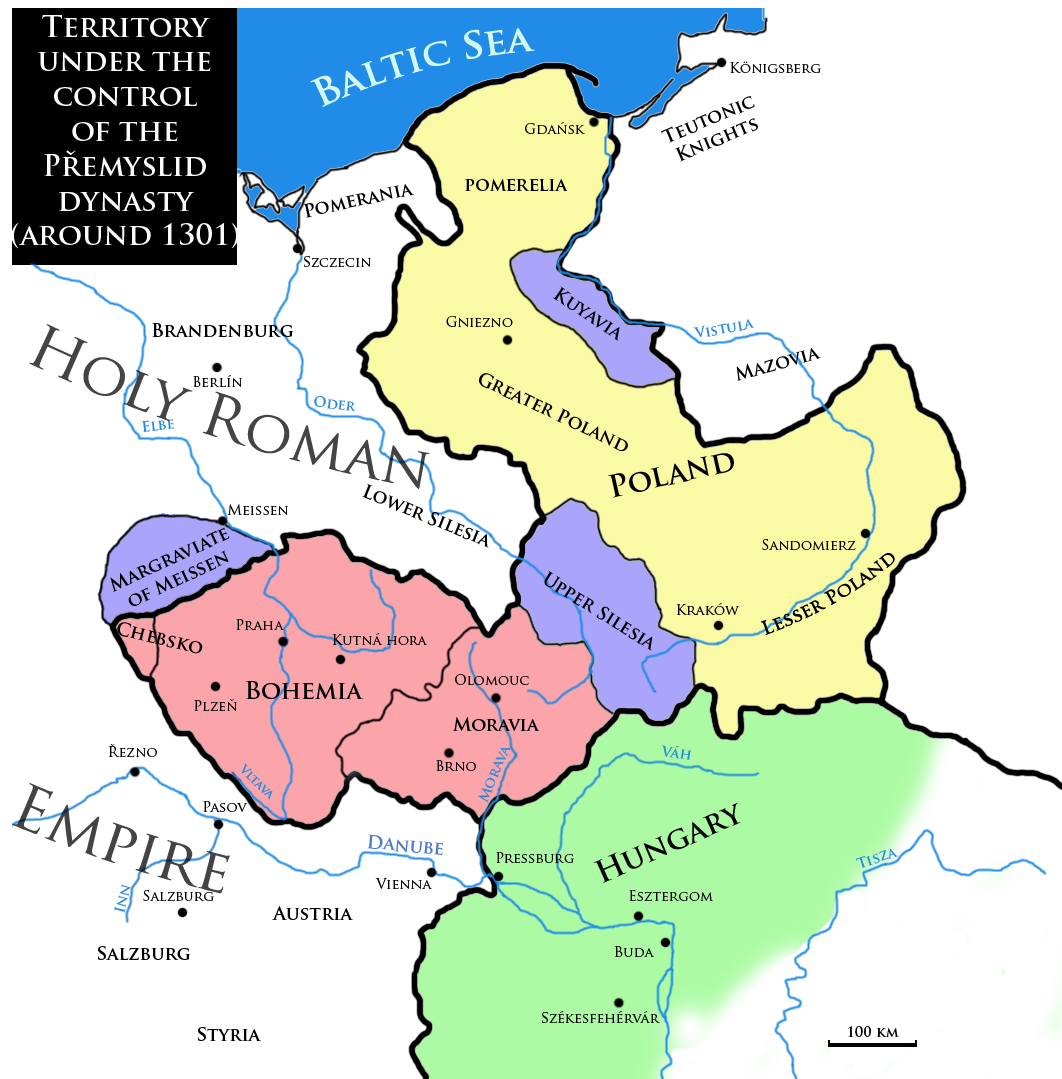
I territori sotto il controllo della dinastia dei Přemyslidi nel 1301 circa

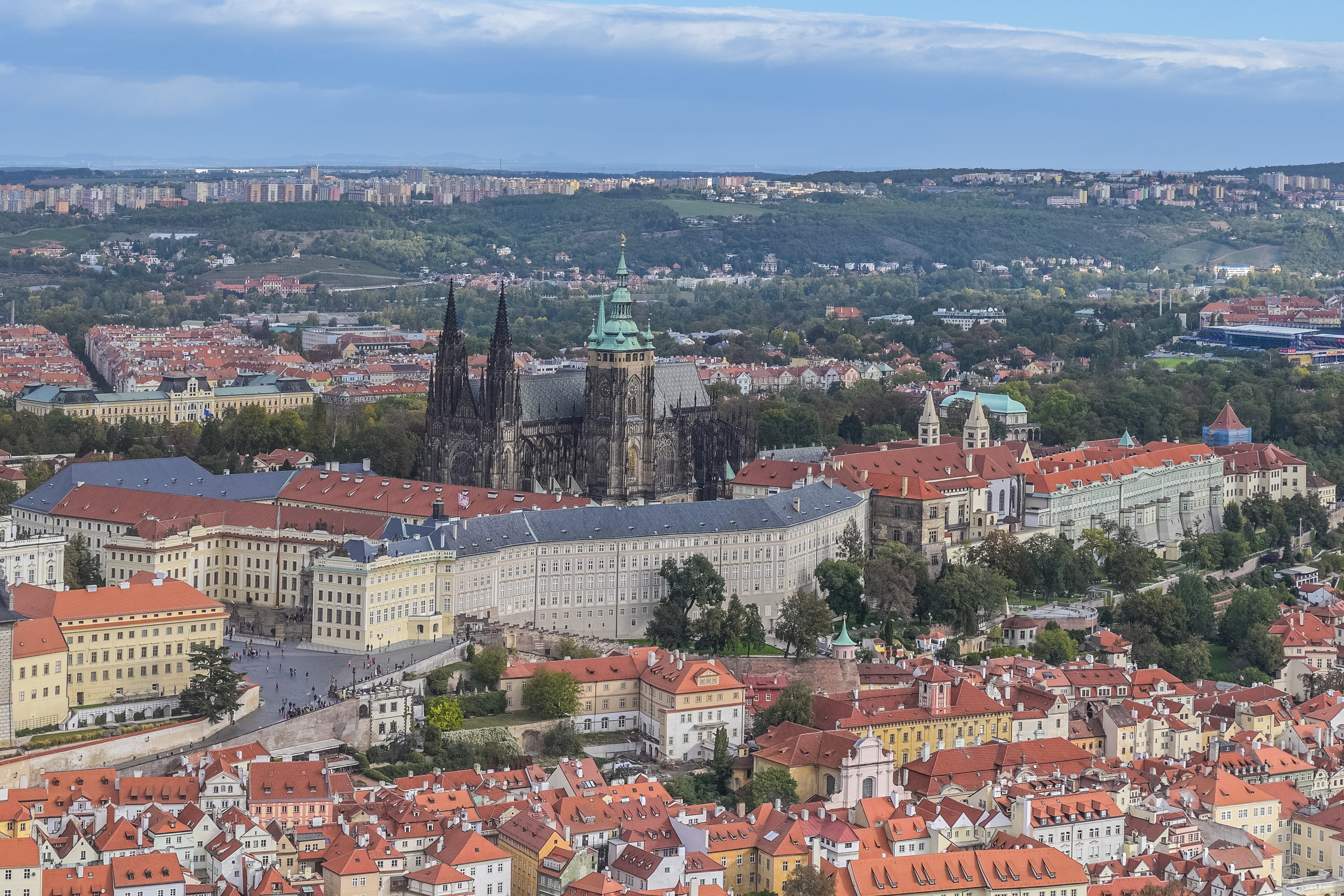
Il Castello di Praga – antica sede dei duchi di Boemia, poi dei re e degli imperatori del Sacro Romano Impero, dopo il 1918 è divenuto la residenza ufficiale dei presidenti della Cecoslovacchia prima e della Repubblica Ceca poi

### Il XIII secolo e le origini del regno

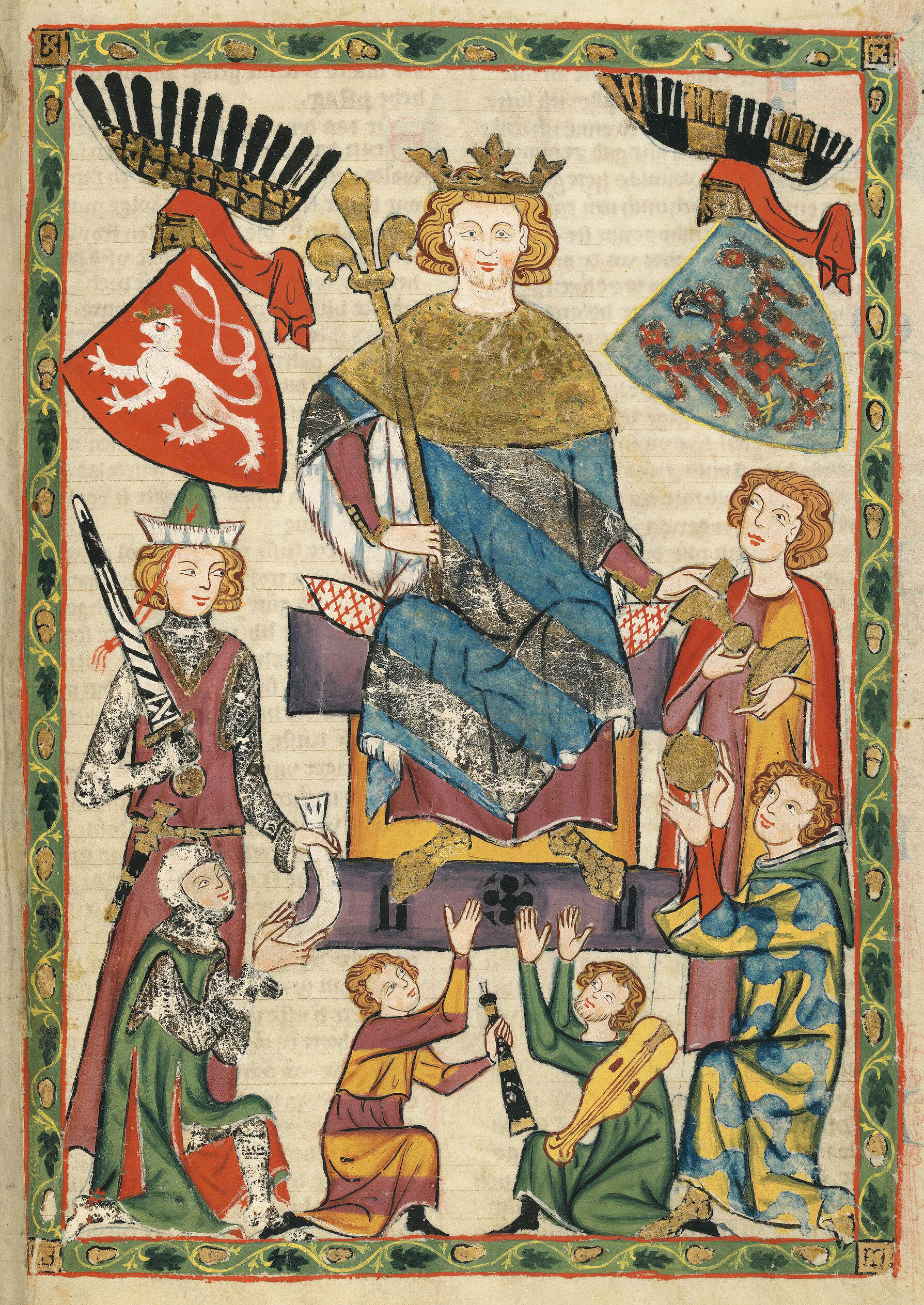
Venceslao II rappresentato nel Codex Manesse

Anche se alcuni governanti formali della Boemia avevano ottenuto già tra l'XI ed il XII secolo il titolo di re non ereditario (Vratislavo II, Vladislao II), il regno venne fondato ufficialmente solo nel 1198 da Ottocaro I, che venne eletto a sovrano per merito di Filippo di Svevia, per poi ottenere anche il titolo di Re dei Romani, in cambio del suo supporto contro il rivale imperatore Ottone IV. Nel 1204 la dignità reale di Ottocaro venne accettata dallo stesso Ottone IV come del resto fece anche papa Innocenzo III e poi definitivamente confermata dalla bolla d'oro di Sicilia emanata dall'imperatore Federico II nel 1212, con la quale egli confermava al Ducato di Boemia lo status di regno.
Nel 1212, Ottocaro I (1192–93 e 1197–1230), ottenne dunque il titolo di "re" che già informalmente portava dal 1198, vedendoselo garantito anche per i propri discendenti.
Il re boemo sarebbe stato esentato da tutte le future obbligazioni nei confronti del Sacro Romano Impero ma sarebbe stato obbligato a partecipare ai consigli imperiali. Venne contestualmente anche revocata la prerogativa imperiale di ratificare il monarca boemo e di nominare il vescovo di Praga. Il successore del primo re fu Venceslao I, avuto dal suo secondo matrimonio.
Sua sorella Agnese di Boemia (in ceco:Anežka), poi canonizzata, fu un personaggio tra le donne più energiche e coraggiose del suo tempo; ella si rifiutò di sposare l'imperatore e decise invece di devolvere la propria vita a Dio. In corrispondenza col papa i Crocigeri della Stella Rossa nel 1233, il primo ordine cavalleresco ad essere fondato ufficialmente in Boemia. Il XIII secolo fu il periodo più dinamico per la famiglia dei Přemyslidi nel loro governo della Boemia. Le preoccupazioni dell'imperatore Federico II per le sue questioni nel Mediterraneo e le lotte del Grande Interregno (1254–73) indebolirono l'autorità imperiale in Europa centrale, dando modo ai Přemyslidi di acquisire potere.
Nel medesimo periodo, l'invasione mongola (1220–42) assorbì l'attenzione dei re boemi nei confronti dei loro vicini orientali, gli ungheresi e i polacchi. Durante il regno degli ultimi Přemyslidi e la successiva casa di Lussemburgo il regno di Boemia era lo Stato più potente del Sacro Romano Impero: il re Ottocaro II di Boemia governava un'area compresa tra l'Austria ed il Mar Baltico. Il re Venceslao II venne incoronato anche re di Polonia nel 1300, mentre suo figlio Venceslao III fu anche re d'Ungheria per quattro anni.
Ottocaro II (1253–78) aveva sposato una principessa tedesca, Margherita di Babenberg (conosciuta anche come Margherita d'Austria), e divenne nel contempo anche duca d'Austria, acquisendo l'Alta e la Bassa Austria e parte della Stiria; egli conquistò poi il resto della Stiria e gran parte della Carinzia oltre a parte della Carniola. Egli venne chiamato "re del ferro e dell'oro" (ove l'oro rappresentava la sua ricchezza ed il ferro le battaglie che dovette combattere per mantenere il proprio potere). Nel 1256 Ottocaro II fondò la città di Královec, poi conosciuta col nome tedesco di Königsberg ed oggi Kaliningrad. Dal 1273, malgrado i successi ottenuti, la crescita sempre maggiore del potere della casata degli Asburgo spinse l'imperatore Rodolfo I a cercare di riassettare l'autorità imperiale sui territori boemi.
Assieme a problemi interni per la ribellione della nobiltà boema, Ottocaro perse tutti i propri possedimenti in Germania nel 1276 e nel 1278 venne definitivamente abbandonato da tutta l'aristocrazia per morire poi in battaglia contro Rodolfo. Il XIII secolo fu anche un periodo di immigrazioni tedesche su larga scala, durante il cosiddetto Ostsiedlung, spesso incoraggiate dagli stessi re Přemyslidi nella speranza di indebolire l'influenza dell'aristocrazia locale ceca. I tedeschi popolarono i villaggi ed i distretti minerari ed in alcuni casi giunsero a formare vere e proprie colonie tedesche. Stříbro, Kutná Hora, Německý Brod (attuale Havlíčkův Brod) e Jihlava furono tra i più rilevanti insediamenti germanici. I tedeschi portarono in Boemia il loro proprio codice di leggi - lo ius teutonicum - che si pose alla base per le successive legislazioni in materia commerciale di Boemia e Moravia. Matrimoni tra nobili tedeschi e cechi divenne pratica comune in breve tempo.

### L'"Età d'oro" del Regno di Boemia
Il XIV secolo - in particolare il regno di Carlo IV (1342–78) — viene considerata l'età d'oro della storia boema. Nel 1306, i Přemyslidi si estinsero e dopo una serie di guerre dinastiche, Giovanni, conte di Lussemburgo, venne eletto re di Boemia. Egli sposò Elisabetta, figlia di Venceslao II. Il loro figlio, Carlo IV, il secondo re della Casa di Lussemburgo, venne allevato alla corte francese ed ebbe attitudini cosmopolite.
Quest'ultimo rafforzò il potere ed il prestigio del regno boemo. Nel 1344 Carlo elevò il vescovato di Praga ad arcivescovato, liberandolo contemporaneamente dalla giurisdizione di Magonza e del Sacro Romano Impero; l'arcivescovo ottenne inoltre il diritto di incoronare i re boemi. Carlo riuscì a piegare la nobiltà boema, razionalizzando l'amministrazione provinciale di Boemia e Moravia, rendendo feudi della corona boema il Brandeburgo (sino 1415), la Lusazia (sino al 1635) e la Slesia (sino al 1742).
Nel 1355 Carlo venne incoronato imperatore del Sacro Romano Impero. Nel 1356 egli emise la Bolla d'Oro del 1356, definendo e sistematizzando il processo di elezione al trono imperiale, rito al quale il re di Boemia partecipò da quel momento in qualità di principe elettore. L'emissione della Bolla d'Oro assieme all'acquisizione successiva dell'Elettorato di Brandeburgo, concesse al regno di Boemia due voti nel collegio elettorale. Carlo inoltre rese Praga capitale dell'impero.
Il re intraprese una serie di lavori e nuove fondazioni tra cui la Città Nuova a sud-est dell'antica città di Praga. Il castello reale, Hradčany, venne ricostruito. Di particolare rilevanza è da ricordare l'Università Carolina a Praga nel 1348. L'intenzione chiara di Carlo era quella di rendere Praga un centro di studio internazionale, suddividendo a questo scopo la nuova università in dipartimenti di studi "nazionali" tra boemi, polacchi, sassoni e bavaresi.
Carlo morì nel 1378 e la corona boema passò a suo figlio, Venceslao IV, che già era stato eletto Re dei Romani, ma che venne poi deposto dalla successione prima di poter essere incoronato imperatore, con la successione di suo fratello Sigismondo incoronato a Roma nel 1433.

### Il movimento hussita nel XV secolo

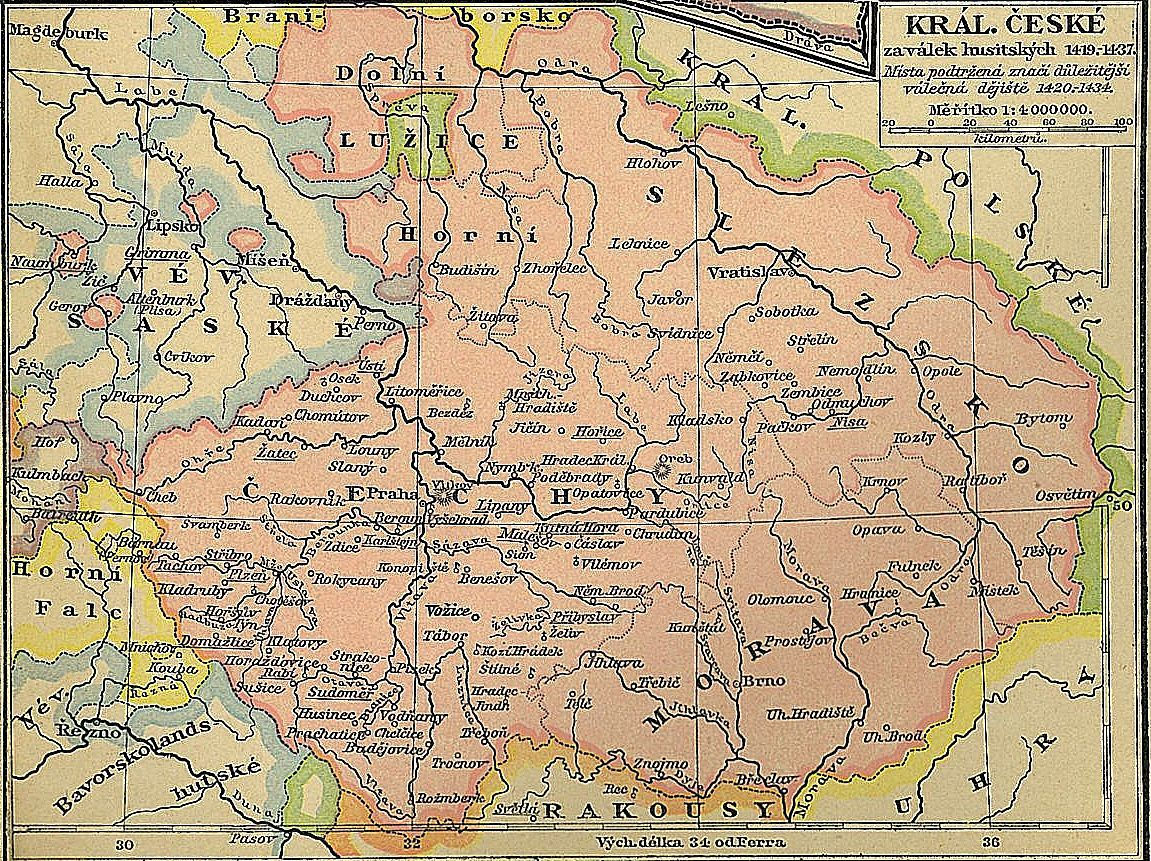
Mappa del regno di Boemia nel XV secolo

Il movimento hussita (1402–85) fu in primo luogo un movimento religioso e poi nazionalista scoppiato nel XV secolo in seno alla Boemia. Partito con gli intenti di un movimento di riforma religiosa, esso rappresentò l'insofferenza locale all'ingerenza papale nell'amministrazione del regno. Gli hussiti riuscirono a respingere quattro crociate indette contro di loro dal Sacro Romano Impero ed il movimento venne visto da molti come un preludio della riforma protestante del secolo successivo.
L'hussitismo ebbe inizio durante il lungo regno di Venceslao IV (1378–1419), un periodo di scisma nella chiesa romana e di concomitante anarchia nel Sacro Romano Impero, il tutto precipitato da controversie studentesche scoppiate all'università di Praga. Nel 1403 Jan Hus divenne rettore dell'università praghese. Predicatore riformista, Hus espose gli insegnamenti antipapali e anticlericali già esposte da John Wycliffe in Inghilterra, spesso riferendosi a lui come la "mazza della riforma". L'insegnamento di Hus si distingueva da ogni altro per il suo spiccato accento contrario all'accumulo di ricchezze da parte della chiesa, combattendo la corruzione e le tendenze gerarchiche della chiesa cattolica romana. Egli promuoveva inoltre la comunione sotto le due nature del pane e del vino (la chiesa cattolica riserva ancora oggi prevalentemente il calice del vino al solo clero celebrante) nonché per l'ingresso del laicato nel mondo della chiesa.
I sostenitori moderati di Hus, gli Utraquisti, presero il nome dalla locuzione latina sub utraque specie, che significa appunto "sotto entrambe le nature". Una setta più radicale prese il nome di Taboriti dalla città di Tábor che era la loro roccaforte, nella Boemia meridionale: questi rigettavano completamente la dottrina della chiesa ed elevavano la Bibbia a loro unica autorità in materia di fede. Poco dopo che Hus ebbe ottenuto il proprio incarico di rettore, i professori di teologia tedeschi all'università richiesero la condanna degli scritti di Wycliffe. Hus protestò e ricevette il supporto di gran parte degli insegnanti boemi all'università, ma senza il successo sperato.
Negli anni successivi i boemi richiesero una revisione del regolamento dell'università di modo da garantire pari diritti tra tedeschi e cechi, innestando anche un lungo germe di conflitto tra questi due popoli. Le controversie universitarie erano inoltre intensificate dalle posizioni vacillanti del re boemo Venceslao. La sua insistenza dapprima a favorire i tedeschi con la nomina di un consigliere e di altri rappresentanti di quella nazionalità anziché boemi, aveva portato l'aristocrazia locale a difendere le tesi di Hus. I tedeschi, inoltre, erano forti dell'appoggio conferito loro da Zbyněk Zajíc, arcivescovo di Praga, e da tutto il clero di origine tedesca. Venceslao, per ragioni politiche, decise ad un certo punto di spostare il proprio supporto dai tedeschi a Hus ed ai suoi alleati riformatori. Il 18 gennaio 1409, Venceslao emanò il Decreto di Kutná Hora, con il quale stabilì che i boemi potessero disporre di tre voti nel consiglio universitario, contro le altre nazionalità che vi avrebbero disposto di un solo voto ciascuna.
La vittoria di Hus tuttavia ebbe vita breve. Egli si scagliò questa volta contro la vendita delle indulgenze, fatto che gli fece perdere il sostegno del re, il quale riceveva una percentuale da quelle vendite. Nel 1412 Hus ed i suoi sostenitori vennero sospesi dall'università ed espulsi da Praga. Per due anni i riformatori furono predicatori itineranti in Boemia. Nel 1414 Hus venne convocato al Concilio di Costanza per difendere le proprie posizioni. Hus accettò l'offerta, ma giunto sul posto venne imprigionato e mai gli venne offerta una possibilità di argomentare le proprie tesi, venendo anzi condannato come eretico e bruciato quindi sul rogo nel 1415.
La morte di Hus aprì decenni di guerre religiose note come guerre hussite. Sigismondo, sovrano d'Ungheria favorevole al papa e successore alla corona boema dopo la morte di Venceslao nel 1419, fallì ripetutamente nel tentativo di ottenere il controllo completo del regno malgrado gli aiuti ottenuti dagli eserciti ungherese e tedesco. Scoppiarono rivolte a Praga, guidate dal boemo Jan Žižka e dai taboriti. Le lotte religiose pervasero l'intero regno e furono particolarmente intense nei villaggi dominati dalla popolazione germanofona. Molti tedeschi fecero pertanto ritorno in Germania, altri vennero uccisi, altri ancora vennero esiliati e le percentuali presenti in precedenza non furono mai più così alte riguardo ai tedeschi. Sigismondo mosse diverse crociate contro la Boemia con l'apporto dei cattolici locali. Sotto la guida di Zizka, le armate hussite depredarono castelli, monasteri, chiese e villaggi, espellendo il clero cattolico ed espropriando terre ecclesiastiche ma anche accettando conversioni alla dottrina riformata.
Durante la guerra contro Sigismondo, i taboriti penetrarono anche in aree nell'attuale Slovacchia ove si rifugiarono poi tra il 1438 ed il 1453 gran parte dei nobili rifugiati. In quel medesimo periodo il nobile boemo Giovanni Jiskra di Brandýs ebbe autonomamente il controllo di gran parte della Slovacchia meridionale ponendo la propria capitale a Zólyom (attuale Zvolen) e poi a Kassa (attuale Košice). Le dottrine hussite e la bibbia boema vennero pertanto diffuse anche tra gli slovacchi, dando vita quindi a quei legami tra cechi e slovacchi che si svilupperanno meglio in seguito. Quanto Sigismondo morì nel 1437, la dieta boema elesse Alberto d'Austria quale suo successore.
Alberto, ad ogni modo, morì poco dopo e suo figlio Ladislao Postumo - così chiamato perché nato dopo la morte del padre - venne a succedergli come re di Boemia. Durante la minore età di Ladislao, la Boemia venne governata da una reggenza composta da nobili moderati riformisti che appartenevano al movimento degli utraquisti. Non pochi furono ancora una volta i dissensi interni anche durante la reggenza, in particolare per il fatto che una parte dell'aristocrazia boema era rimasta cattolica e fedele al papa. Una delegazione utraquista venne inviata al Concilio di Firenze nel 1433 e negoziò una riconciliazione con la chiesa cattolica. Il patto firmato poi a Basilea prescriveva l'introduzione di alcune prescrizioni specifiche, note come Quattro Articoli di Praga: comunione sotto le due nature, libera predicazione, espropriazione delle terre della chiesa ed esposizione e punizione pubblica per i peccatori e gli eretici. Il papa ad ogni modo, temendo uno scisma, si rifiutò di accettare questi articoli e la ricongiunzione fu impossibilitata.
Giorgio Poděbrady, divenuto in seguito re "nazionale" di Boemia, emerse come capo degli utraquisti durante la reggenza. Giorgio pose un altro utraquista, Giovanni di Rokycan, quale arcivescovo di Praga e riuscì a far convivere pacificamente utraquisti e taboriti nell'ambito della chiesa riformata boema. Il partito cattolico venne espulso da Praga. Ladislao morì di leucemia nel 1457 e nel 1458 la dieta boema elesse Giorgio Poděbrady quale suo successore. Molti erano ad ogni modo i problemi rimasti irrisolti: sebbene Giorgio fosse di nobile nascita, egli non aveva legami per succedere ad una dinastia regale e pertanto la sua elezione a monarca non venne riconosciuta da tutti, né dal papa, né da altri monarchi europei.
Giorgio tentò di proporre una "Carta dell'Unione per la Pace Universale", con l'idea che tutti i monarchi avrebbero dovuto impegnarsi formalmente per perseguire la pace internazionale pur mantenendo i principi di sovranità fondamentali degli stati, risolvendo le dispute locali con l'ausilio di un tribunale internazionale. Egli predispose inoltre che l'Europa intera avrebbe dovuto unirsi contro il comune pericolo degli ottomani, ponendo la Francia quale guida di questa grande coalizione. Giorgio non vide in questo progetto nessuna autorità specifica per il papa se non quella di capo del suo Stato. Il progetto, per quanto utile in un'epoca travagliata e complessa, non ebbe successo.
I cattolici boemi aderirono alla Lega di Zelena Hora nel 1465 per contrastare il potere di Giorgio Poděbrady e l'anno successivo papa Paolo II scomunicò definitivamente il sovrano. La Guerra boema (1468-1478) pose nuovamente la Boemia sotto assedio per intervento delle forze di Mattia Corvino e di Federico III d'Asburgo. Giorgio Poděbrady morì nel 1471.

### Dal governo degli Jagelloni a quello degli Asburgo
Alla morte del re hussita, i boemi elessero un principe polacco quale loro nuovo sovrano, Ladislao Jagellone, il quale come primo atto negoziò la Pace di Olomouc nel 1479. Nel 1490 Ladislao divenne anche re d'Ungheria unendola ad personam ai domini boemi. Gli Jagelloni governarono la Boemia come monarchi perlopiù assenti e la loro influenza sulla politica locale fu minima, con un governo de facto sottomesso all'autorità della nobiltà locale.
I cattolici boemi accettarono nel 1485 i Quattro Articoli e si riconciliarono con gli utraquisti ponendo fine alle lotte religiose interne. L'estraniamento progressivo della Boemia dall'Impero continuò dopo che a Ladislao succedette Mattia Corvino d'Ungheria nel 1490 che perdurò l'unione personale dei regni di Boemia e d'Ungheria. Non considerate più uno Stato imperiale, le terre della corona boema non vennero incluse come provincia imperiale nelle riforme del 1500. Nel 1526 il figlio di Ladislao, re Luigi, venne decisamente sconfitto dai turchi ottomani nella famosa Battaglia di Mohács e successivamente morì. Come risultato, i turchi conquistarono parte del regno d'Ungheria; il resto del territorio (corrispondente a gran parte dell'attuale Slovacchia) passò sotto il controllo degli Asburgo per via di un contratto di matrimonio di re Luigi.
La dieta boema elesse Ferdinando, fratello minore dell'imperatore Carlo V, quale nuovo successore di Luigi in Boemia, atto che inaugurò il secolare dominio degli Asburgo nell'area della Boemia. Nel 1558 Ferdinando succedette al fratello anche come imperatore del Sacro Romano Impero ed incorporò definitivamente il territorio della Boemia alla corona asburgica, seppur contro la resistenza della nobiltà locale di fede protestante che nel 1618 si vendicò apertamente con la Defenestrazione di Praga che fu l'atto iniziale della sanguinosa Guerra dei Trent'anni. La sconfitta dei protestanti boemi nella Battaglia della Montagna Bianca nel 1620 pose fine al movimento autonomista boemo.
Con la dissoluzione del Sacro Romano Impero nel 1806, il regno boemo venne incorporato nell'Impero austriaco ed il titolo reale venne mantenuto dall'Imperatore d'Austria. Nel corso del compromesso austro-ungherese del 1867, le province di Boemia, Moravia e Slesia austriaca divennero parte del nuovo Impero austro-ungarico. Il regno di Boemia ufficialmente cessò di esistere nel 1918 con la trasformazione nella Repubblica Cecoslovacca. L'attuale Repubblica Ceca (composta di fatto da Boemia, Moravia e Slesia) continua ad utilizzare dei simboli propri del regno di Boemia: il leone con la doppia coda nello stemma, la bandiera rossa e bianca ed il Castello di Praga che è sede del governo nazionale.

## Le terre della corona di Boemia

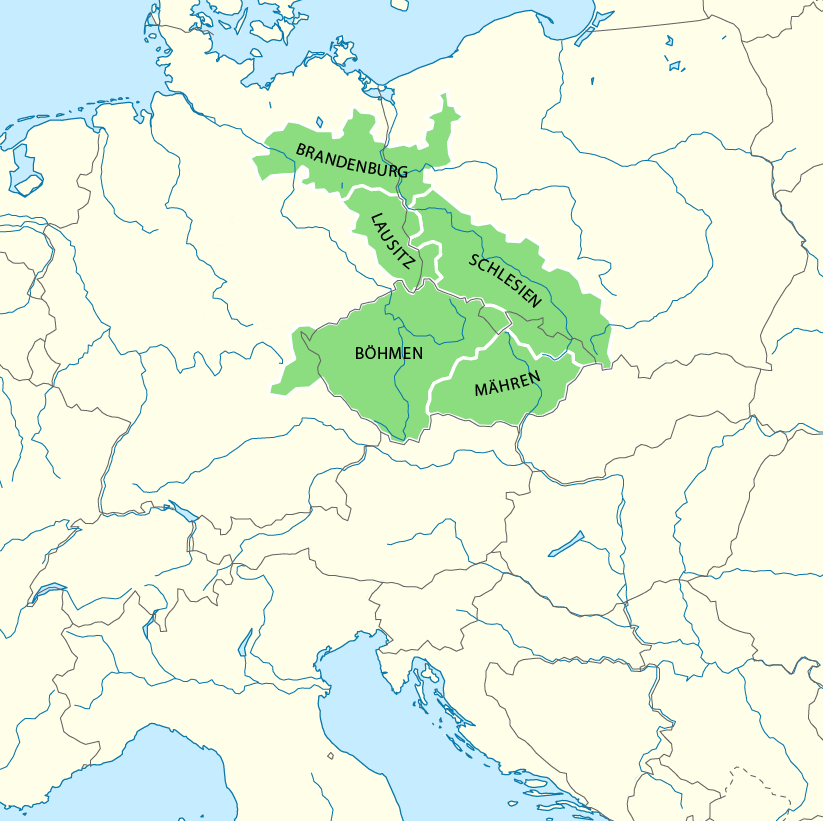
Le terre boeme durante il regno di Carlo IV.

La Boemia propriamente detta (Čechy) con la Contea di Kladsko (Hrabství kladské) era l'area principale del Regno di Boemia e dal 1348 Carlo IV istituì ufficialmente la "corona di Boemia" (Koruna česká), fondando le seguenti province:
- Il Margraviato di Moravia (Markrabství moravské), acquisita dai Přemyslidi e dagli Slavníki dopo la Battaglia di Lechfeld del 955, persa poi nel 999 a favore del Regno di Polonia e riconquistata dal duca Bretislavo nel 1019/1029 (datazione incerta);
- Alta Lusazia (Horní Lužice), incorporata da re Giovanni I di Boemia nel 1319 (Bautzen) e nel 1329 (Görlitz), oltre alla Bassa Lusazia (Dolní Lužice), formalmente Margraviato di Lusazia), acquisito dal figlio di Giovanni, Carlo IV da Ottone V, margravio di Brandeburgo nel 1367. Ferdinando II d'Asburgo perse la Lusazia a favore dell'Elettorato di Sassonia nel 1635 con la Pace di Praga;
- I Ducati della Slesia (Slezsko), acquisiti dal 1335 col Trattato di Trenčín tra Giovanni I di Boemia e re Casimiro III di Polonia. La regina Maria Teresa d'Austria perse la Slesia nel 1742 a favore del re Federico II di Prussia con il trattato di Breslavia, ad eccezione della Slesia austriaca

Per un certo periodo il regno di Boemia incorporò anche le seguenti province:
- Il Ducato d'Austria nel 1251, il Ducato di Stiria nel 1261, la Egerland nel 1266, il Ducato di Carinzia con la Marca di Carniola e la Marca vindica nel 1269 nonché la Marca del Friuli nel 1272, tutte acquisite da re Ottocaro II e perse poi a favore di Rodolfo I di Germania (Rodolfo I d'Asburgo) nel 1278 con la Battaglia di Marchfeld;
- La Egerland (Chebsko) venne riconquistata da Venceslao II tra nel 1291–1305; data in appannaggio definitivo alla Boemia dall'imperatore (poi Re dei Romani) Luigi IV nel 1322 e successivamente unita in unione personale alla Boemia propriamente detta;
- La parte settentrionale dell'Alto Palatinato ("Palatinato boemo") a Sulzbach, incorporato da Carlo IV nel 1355. Il figlio di Carlo, Venceslao perse l'area nel 1400 circa a favore dell'Elettorato del Palatinato sotto il re Roberto di Germania;
- L'Elettorato di Brandeburgo, acquisito da Carlo IV dal duca Ottone V di Wittelsbach nel 1373. Il figlio di Carlo, Sigismondo perse il Brandeburgo nel 1415 a favore del principe-elettore Federico I di Brandeburgo.

## Geografia antropica

### Suddivisioni amministrative

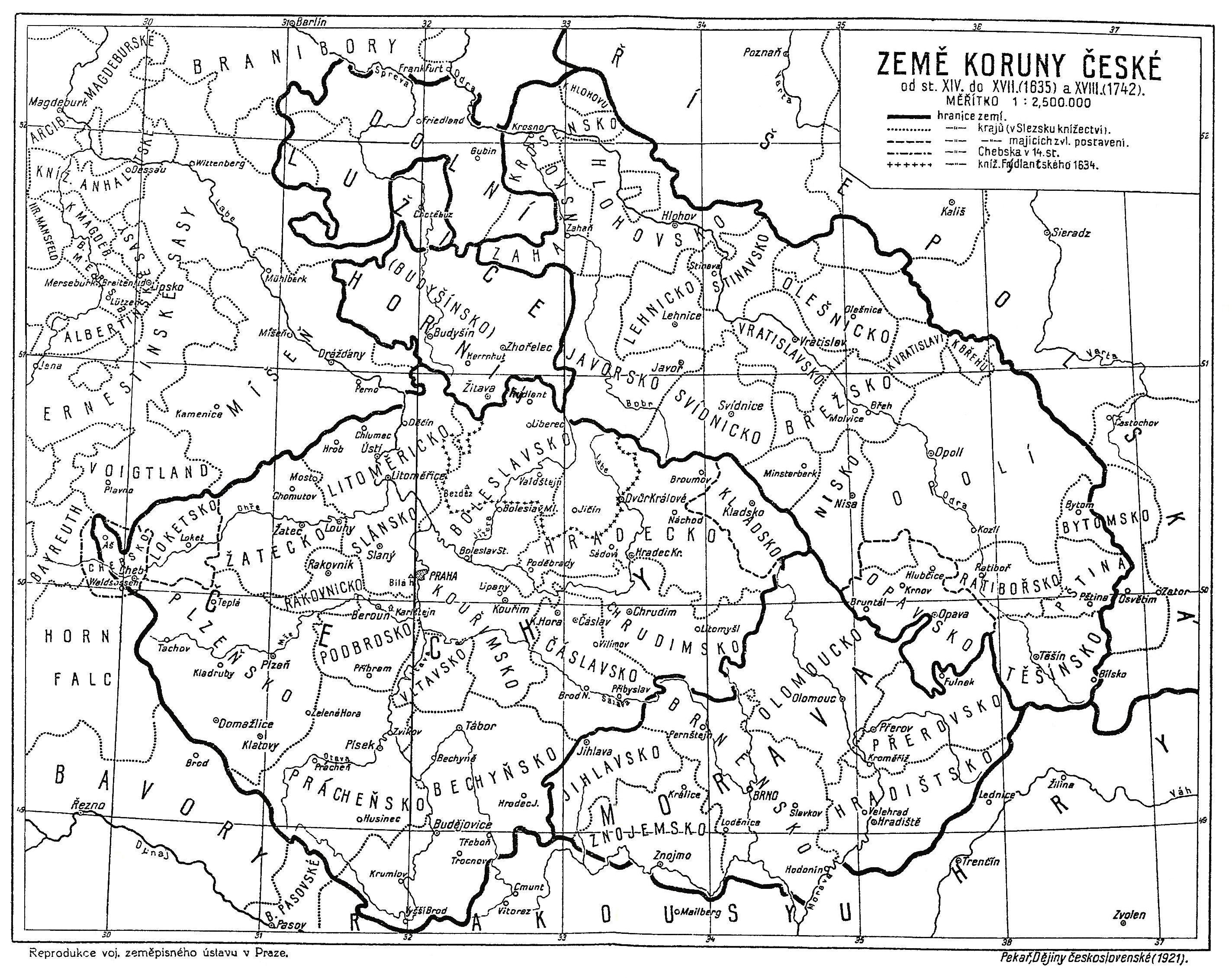
Terre della corona di Boemia sino al 1742. (Incluse le partizioni interne.) Mappa di Josef Pekař, 1921

| Kraje di Boemia - Bechyně - Boleslav - Čáslav - Chrudim - Hradec Králové - Kladsko - Kouřim a Praga - Litoměřice - Loket - Vltava - Plzeň - Podbrdsko a Beroun - Prácheň a Písek - Rakovník - Slaný - Žatec | Kraje di Moravia - Brno - Hradiště - Jihlava - Olomouc - Přerov - Znojmo | Ducati della Slesia - Brzeg - Bytom - Cieszyn - Głogów - Jawor - Legnica - Nysa - Oleśnica - Opava - Opole - Pszczyna - Racibórz - Ścinawa - Świdnica - Breslavia - Żagań - Ziębice | Lusazia - Alta Lusazia a Bautzen - Bassa Lusazia a Lübben |